# Nationalgalerie (Band)
Nationalgalerie war eine Hamburger Band, die von 1986 bis 1997 bestand. Deren Frontmann war der heute als Solomusiker tätige Niels Frevert. 

## Geschichte
Die Gruppe veröffentlichte Anfang der 1990er Jahre vier Alben (drei davon bei Dragnet, einer Subdivision von Sony Music) im Stile moderner amerikanischer Rockmusik mit deutschen Texten. Der Song Evelin vom 1993 erschienenen Album Indiana war der größte Erfolg der Gruppe. 1997 trennte sich die Band nach gescheiterten Vorbereitungen für ein geplantes fünftes Studioalbum.

## Rezeption
Trotz ihrer kurzen Aktivität mit geringem kommerziellem Erfolg hatte die Band einen gewissen Einfluss. So heißt es in einem 2014 veröffentlichten retrospektiven Artikel des Deutschlandfunk: „In den 90er-Jahren galt die Hamburger Band Nationalgalerie als die Hoffnung der deutschsprachigen Rockmusik. Das Quartett um Sänger Niels Frevert brachte den angloamerikanischen Alternative-Rock ins Deutsche. Dann verschwand die Band. [...] Tatsächlich ist den vier ehrgeizigen Musikern aus dem beschaulichen Hamburger Stadtteil Niendorf etwas gelungen, was es so bis dahin noch nicht gab: unpeinliche, ernsthafte deutschsprachige Rockmusik jenseits von Politpunk und biederem Deutschrock. Und das gegen den damals vorherrschenden Trend [...] Für die Indieszene nicht elitär genug, für den Mainstream zu kratzbürstig, saß die Band von Beginn an zwischen den Stühlen.“

## Diskografie

### Alben
- 1991: Heimatlos
- 1992: Kein Wunder
- 1993: Indiana
- 1995: Meskalin
- 2013: Alles Werkschau (Kompilation)